# UCI ProTeam
UCI ProTeam es el término utilizado a partir del año 2020 por la Unión Ciclista Internacional (UCI) para denominar a un equipo ciclista de la segunda categoría del ciclismo en ruta masculino a nivel mundial. Por encima se encuentran los equipos de categoría UCI WorldTeam (máxima categoría a nivel mundial) y por debajo los equipos Continentales, considerado la tercera categoría del profesionalismo respectivamente. Estos cambios se crean tras una actualización al calendario internacional del ciclismo de carretera integrándose en las siguientes tres divisiones: UCI WorldTour (máxima división a nivel mundial), UCI ProSeries (segunda división) y Circuitos Continentales UCI (última división).

## Antecedentes
Dentro de la reestructuración emprendida por la UCI para 2005 y años posteriores, se decidió crear una categoría que albergara a los mejores equipos del mundo que tendrían la participación garantizada y obligatoria en las mejores carreras del calendario, agrupadas a su vez en una nueva competición denominada UCI ProTour. Entre 2005 y 2014 el término usado era UCI ProTeam, por la Unión Ciclista Internacional (UCI) para denominar a un equipo ciclista de la máxima categoría del ciclismo en ruta masculino a nivel mundial. Por debajo se encontraban los equipos de categoría Profesionales Continentales y los Equipos Continentales, considerados el segundo y tercer escalón del profesionalismo respectivamente.
Hasta 2019, los equipos denominados Profesionales Continentales o también llamados coloquialmente Pro Continentales o ProContis, estaban una categoría por debajo de los equipos de categoría UCI WorldTeam y por lo tanto pertenecían a la segunda división del ciclismo profesional, estos equipos estaban conformado entre 16 y 25 corredores con una estructura completamente profesional y unos criterios comunes para todos ellos para poder participar en las carreras más importantes del calendario UCI internacional.
Para 2020, nuevamente la UCI realiza una reforma a todo el calendario internacional del ciclismo de carretera, clasificando a todos los equipos con licencia de la misma manera que establece el calendario UCI, es decir, se dividen en tres divisiones con idéntica denominación: UCI WorldTeam para los equipos que participan obligatoriamente en el calendario UCI WorldTour, UCI ProTeam (conocidos anteriormente como Profesionales Continentales) y Equipos Continentales. Al final de la temporada, los equipos recibirán una licencia UCI WorldTour o UCI ProTeam extendible a tres años basada en cinco criterios: ética, administrativa, financiera, organizativa y deportiva. Estos criterios permiten una comparación entre UCI WorldTeam y nuevos candidatos que asciendan a la máxima categoría.

## Normativa
La naturaleza abierta del sistema y el reconocimiento del mérito deportivo están, por lo tanto asegurados para todos los equipos. Una de los cambios más destacados en la reforma al ciclismo de carretera son las reglas de participación para los equipos UCI ProTeam. Por lo tanto, los dos mejores equipos UCI ProTeam tendrán derecho a participar en las Grandes Vueltas (el Tour de Francia, el Giro de Italia y la Vuelta a España) basado en la cantidad de puntos obtenidos por el equipo en el UCI World Ranking del año inmediatamente anterior; como consecuencia, se reducirá el número de invitaciones distribuidas por los organizadores. Sin embargo, mediante el sistema de Wildcards los organizadores pueden invitar a otros 2 equipos de categoría UCI ProTeam para un total de 22 equipos de 8 corredores para las Grandes Vueltas y de 25 equipos para las otras carreras. Para las carreras UCI ProSeries y los Circuitos Continentales UCI no hay límite de participación de equipos, sin embargo, los equipos UCI WorldTeam y UCI ProTeam, tienen cupo limitado para competir de acuerdo al año correspondiente establecido por la UCI. Finalmente, la cantidad mínima de ciclistas que puede registrar un equipo UCI ProTeam está limitado entre 2 y 15 corredores para una temporada, por otra parte, los equipos UCI ProTeam continuarán teniendo la posibilidad de contratar a corredores neoprofesionales y/o en formación.

## Equipos
En la temporada 2024 obtuvieron la licencia UCI ProTeam 17 equipos. Así mismo, se produjo el cambio de nombre de varios de los equipos por el cambio de sus patrocinadores.
| Bingoal Pauwels Sauces WB     | Bélgica        | BWB |
| Burgos-BH                     | España         | BBH |
| Caja Rural-Seguros RGA        | España         | CJR |
| Team Corratec                 | Italia         | COR |
| Kern Pharma                   | España         | EKP |
| Euskaltel-Euskadi             | España         | EUS |
| Israel-Premier Tech           | Israel         | IPT |
| Lotto-Dstny                   | Bélgica        | LTD |
| Q36.5 Pro Cycling Team        | Suiza          | Q36 |
| TDT-Unibet Cycling Team       | Países Bajos   | TDT |
| Team Flanders-Baloise         | Bélgica        | TFB |
| Team Novo Nordisk             | Estados Unidos | TNN |
| Team Polti Kometa             | Italia         | PTK |
| Team TotalEnergies            | Francia        | TEN |
| Tudor Pro Cycling Team        | Suiza          | TUD |
| Uno-X Pro Cycling Team        | Noruega        | UXT |
| VF Group Bardiani-CSF Faizanè | Italia         | VBF |